# Bodoc (Covasna)
Bodoc (ungarisch Sepsibodok oder Bodok) ist eine Gemeinde im Kreis Covasna in der Region Siebenbürgen in Rumänien.

## Geographische Lage

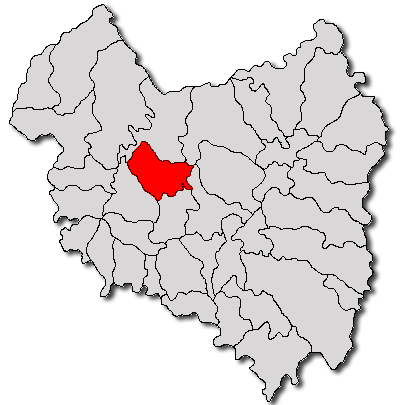
Lage der Gemeinde Bodoc im Kreis Covasna

Die Gemeinde Bodoc liegt in einer Talsenke am Oberlauf des Flusses Olt (Alt) in den südwestlichen Ausläufern des Bodoc Gebirges und den Ostausläufern der Baraolter Berge im historischen Szeklerland. Im Kreis Covasna an der Mündung des Baches Talomir in den Olt, der Nationalstraße Drum național 12 – Teil der Europastraße 578 – und der Bahnstrecke Sfântu Gheorghe–Adjud, befindet sich der Ort Bodoc elf Kilometer nördlich von der Kreishauptstadt Sfântu Gheorghe (Sankt Georgen) entfernt.
Auf dem Gemeindegebiet befinden sich zahlreiche Mineralwasserquellen.

## Geschichte
Mindestens seit römischer Zeit war auf dem Gemeindegebiet das Areal des eingemeindeten Dorfes Olteni (Oltzen) besiedelt, wovon das Kastell Olteni ein Hilfstruppenlager Zeugnis ablegt.
Der mehrheitlich von Szeklern bewohnte Ort Bodoc, wurde erstmals 1332 urkundlich erwähnt. Eine Besiedlung des Ortes auf dem Areal von den Einheimischen genannten Pădurea mestecenilor (ungarisch Nyrerdö), wurde nach Angaben von Hermann Schroller und Márton Roska in die Jungsteinzeit datiert. Auch in den eingemeindeten Dörfern Olteni und Zălan (ungarisch Zalán) wurden Spuren von Besiedlungen in unterschiedliche Zeitalter zugeordnet. Zahlreiche archäologische Funde vom Gemeindegebiet befinden sich im Museum der Kreishauptstadt Sfântu Gheorghe.
Zur Zeit des Königreichs Ungarn gehörte die heutige Gemeinde dem Stuhlbezirk Sepsi in der Gespanschaft Háromszék (rumänisch Comitatul Trei-Scaune). Anschließend gehörte Arcuș dem historischen Kreis Trei-Scaune (zu Deutsch Drei Stühle) und ab 1950 dem heutigen Kreis Covasna an.
Wegen den zahlreichen Mineralwasserquellen auf dem Gemeindegebiet befindet sich hier eine Auffüllanlage.
Da der Bärenbestand auf dem Gemeindegebiet erhöht ist, kommt es wegen fehlender Wildübergänge bei Straßen und Bahn, sogar drei bis vier Mal wöchentlich zu Unfällen mit Bären.

## Bevölkerung
Die Bevölkerung der Gemeinde Bodoc entwickelte sich wie folgt:
| 1850 | 2.523 | 39 | 2.445 | 4  | 35            |
| 1920 | 2.345 | 3  | 2.339 | -  | 3             |
| 1941 | 2.728 | 12 | 2.626 | 23 | 67            |
| 1977 | 2.837 | 84 | 2.571 | 5  | 177           |
| 2002 | 2.513 | 86 | 2.420 | -  | 7             |
| 2011 | 2.553 | 89 | 2.396 | -  | 68            |
| 2021 | 2.481 | 78 | 2.235 | 2  | 166 (38 Roma) |

Seit 1850 wurde auf dem Gebiet der Gemeinde Bodoc die höchste Einwohnerzahl 1977 ermittelt. Die höchste Anzahl der Magyaren (2.730) wurde 1956, die der Rumänen 2011, der Roma (177) 1977 und die der Rumäniendeutschen 1941 registriert.

## Sehenswürdigkeiten
- Im Gemeindezentrum die reformierte Kirche laut Angaben des Verzeichnisses historischer Denkmäler des Ministeriums für Kultur und nationales Erbe (Ministerul Culturii și Patrimoniului Național) im 15. Jahrhundert errichtet, 1651 erneuert, und der Glockenturm im 20. Jahrhundert erneuert, stehen unter Denkmalschutz.[10]
- In Bodoc die Holztore der Anwesen Nr. 217 wurde 1934 und das des Anwesens Nr. 218 1940 errichtet, stehen unter Denkmalschutz.[10]
- Nordöstlich des Gemeindezentrums bei etwa sieben Kilometer die Cetatea Comorii oder Vârful Comorii (ungarisch Kincsásvár oder Kincsástetö) ([11] ⊙) auf einer Anöhe, nach unterschiedlichen Angaben, von 1053 m[10] oder 1195 m wurde 1950 der Latènezeit zugeordnet. Die Burg soll eine Fläche von etwa 240 × 170 Meter gehabt haben.[4]
- Im eingemeindeten Dorf Olteni (ungarisch Oltszem) das Landhaus der ungarischen Adelsfamilie Mikó wurde 1827 errichtet.[12][13] Das Anwesen steht unter Denkmalschutz.[10]
- Auf dem Gebiet des eingemeindeten Dorfes Olteni mehrere archäologische Fundstätte. Ein Fundort auf einer Anhöhe von 597 m am linken Ufer des Olt von den Einheimischen genannte Cetatea Fetei,[14] einer bei Drumul cu gropi (ungarisch Gödrösút) und ein Fundort auf einer Anhöhe von 706 m genannt Vârful Cetății (ungarisch Vártetö).[5]
- Im eingemeindeten Dorf Zălan die reformierte Kirche 1319 errichtet und 1825 erneuert, steht unter Denkmalschutz.[10]

## Städtepartnerschaften
Die Gemeinde Bodoc unterhält Partnerschaften mit den ungarischen Gemeinden Tarcal und Detk.